# نادي تشرتشل براذرز
تشرشل بروذرز هو نادي كرة قدم هندي تأسس عام 1988 في مدينة مارغاو يلعب على أرضية ملعب فاتوردا.

## الإنجازات
- الدوري الهندي
  - 2008-09
- كأس دوراند
  - 2007، 2009
- كأس الاتحاد الهندي
  - 2009

## المشاركة في مسابقات الاتحاد الآسيوي
- دوري أبطال آسيا : مرة واحدة
  - 2002-03: تصفيات شرق آسيا الدور الثالث
- بطولة الأندية الآسيوية (دوري أبطال آسيا حاليا) : مرة واحدة
  - 1998 : الدور الأول